# Franz Marc
Franz Marc, celým jménem Franz Moritz Wilhelm Marc (* 8. února 1880 v Mnichově – 4. března 1916 v bitvě u Verdunu) byl německý malíř. Jednalo se o jednoho z nejvýznamnějších představitelů expresionismu v Německu a o spoluzakladatele umělecké skupiny Der Blaue Reiter. S touto uměleckou skupinou vydal v květnu 1912 stejnojmenný almanach.

## Život
Narodil se roku 1880 do rodiny malíře a profesora Wilhelma Marca. Jeho matka Sofie byla z přísně kalvínské rodiny, otec byl katolík. Pod vlivem pastora Otto Schliera se přiklonil ke kalvinismu a plánoval dráhu duchovního. V roce 1898 se rozhodl studovat filologii a stát se pedagogem na střední škole. Domníval se, že mu k výkonu kněžského povolání chybějí předpoklady. Roku 1899 se proto zapsal na mnichovskou univerzitu. Vzápětí ale nastoupil roční vojenskou službu, během které se rozhodl, že se stane malířem. V roce 1900 zahájil studium na Akademii výtvarného umění v Mnichově. Během studií hodně cestoval. Roku 1901 navštívil spolu s bratrem Paulem, který studoval byzantologii, Itálii. V květnu roku 1903 odjel do Francie, kde pobýval v Paříži, odkud se následně přesunul do Bretaně. Ve Francii se seznámil s francouzským impresionismem, ale také s díly Courbeta a Delacroixe. Nakoupil tehdy několik japonských dřevořezů, které se staly základem jeho rozsáhlé sbírky. Během této cesty se rozhodl studia na akademii ukončit.

V roce 1904 si v Mnichově zařídil svůj první ateliér. Navázal milostný poměr s o devět let starší malířkou a spisovatelkou Anettou von Eckhardt, která mu díky svým známostem zprostředkovala zakázky v oblasti grafiky. Anetta však byla vdaná a na konci příštího roku se s Marcem rozešla. V roce 1905 poznal Marc tři osobnosti, které významně ovlivnily jeho život. Francouzský malíř Jean Bloé Niestlé ho přivedl na myšlenku učinit tématem svých obrazů zvířata. Malířky Marie Schnürová a Marie Francková se obě postupně staly jeho manželkami. První z nich pouze krátce, v letech 1907–1908, druhá od roku 1911 do konce jeho života, ačkoliv s ní žil již od rozchodu se Schnürovou.

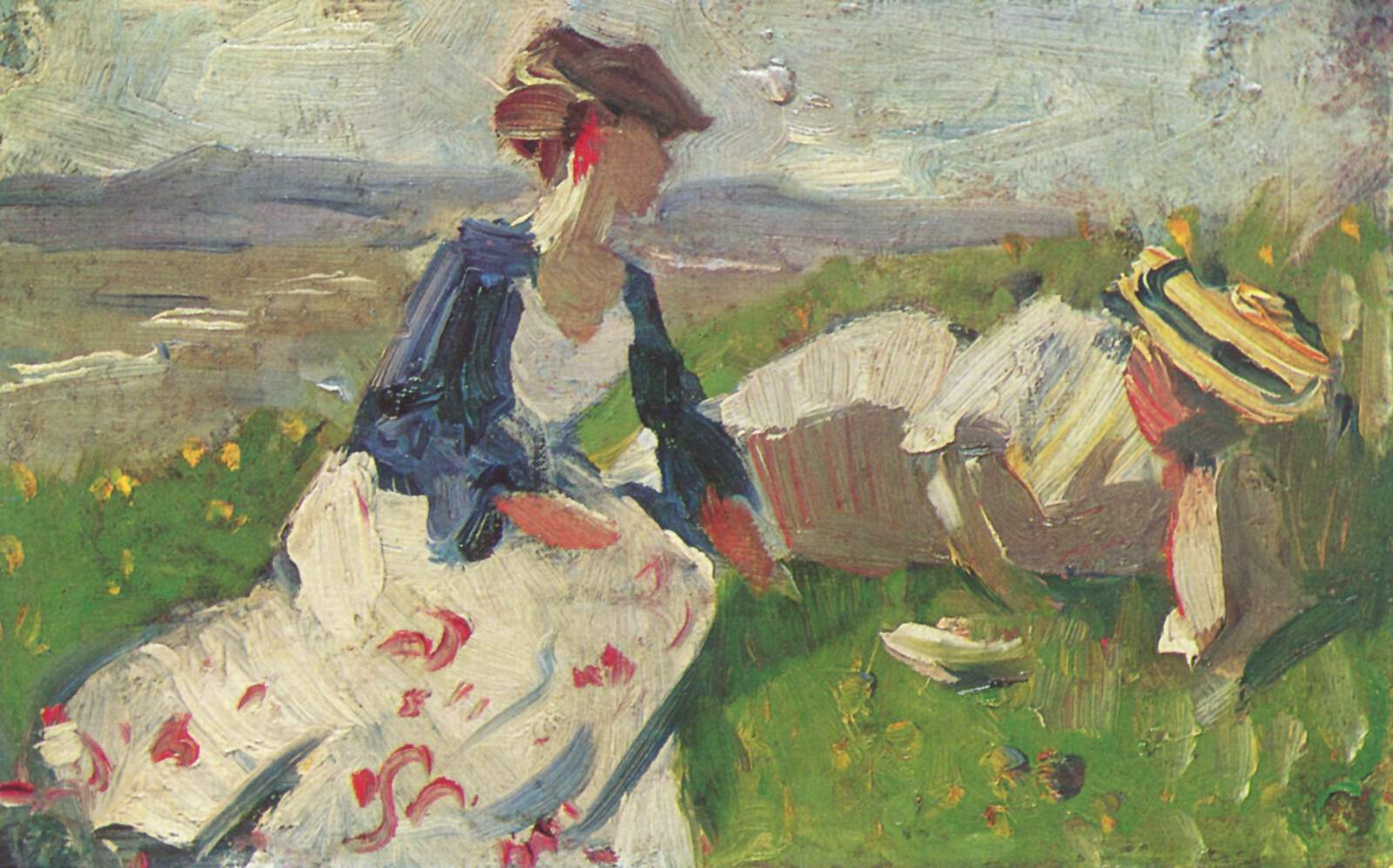
Dvě ženy na kopci, 1906, Muzeum Franze Marca, Kochel. Obraz znázorňuje Marii Schnürovou (vlevo) a Marii Franckovou.

V dubnu 1906 odjel s bratrem do Řecka, kde navštívili poloostrov Athos. Zbytek roku prožil v letovisku Kochel am See v podhůří bavorských Alp, kde jeho sestra vlastnila penzion a kam zajížděl často malovat i v dalších letech. Roku 1907 opět navštívil Paříž, kde obdivoval Gauguinovy a van Goghovy obrazy. Léto 1908 prožil s Marií Franckovou v Lenggries, dalším německém podhorském městečku. Oba zde malovali. V létě roku 1909 pobýval spolu s Marií v Sindelsdorfu. V prosinci pomáhal s instalací van Goghových obrazů na výstavě v Mnichově. Leden 1910 přinesl setkání s budoucím celoživotním přítelem, malířem Augustem Mackem, který ho navštívil v jeho mnichovském ateliéru. Macke pak upozornil na Marcka podnikatele a kulturního mecenáše Bernharda Koehlera, který v únoru navštívil první Marcovu samostatnou výstavu v Mnichově v galerii Brackel. Koehler pak s Marcem uzavřel smlouvu, podle níž mu vyplácel měsíčně 200 marek a za to měl právo na polovinu jeho obrazů.

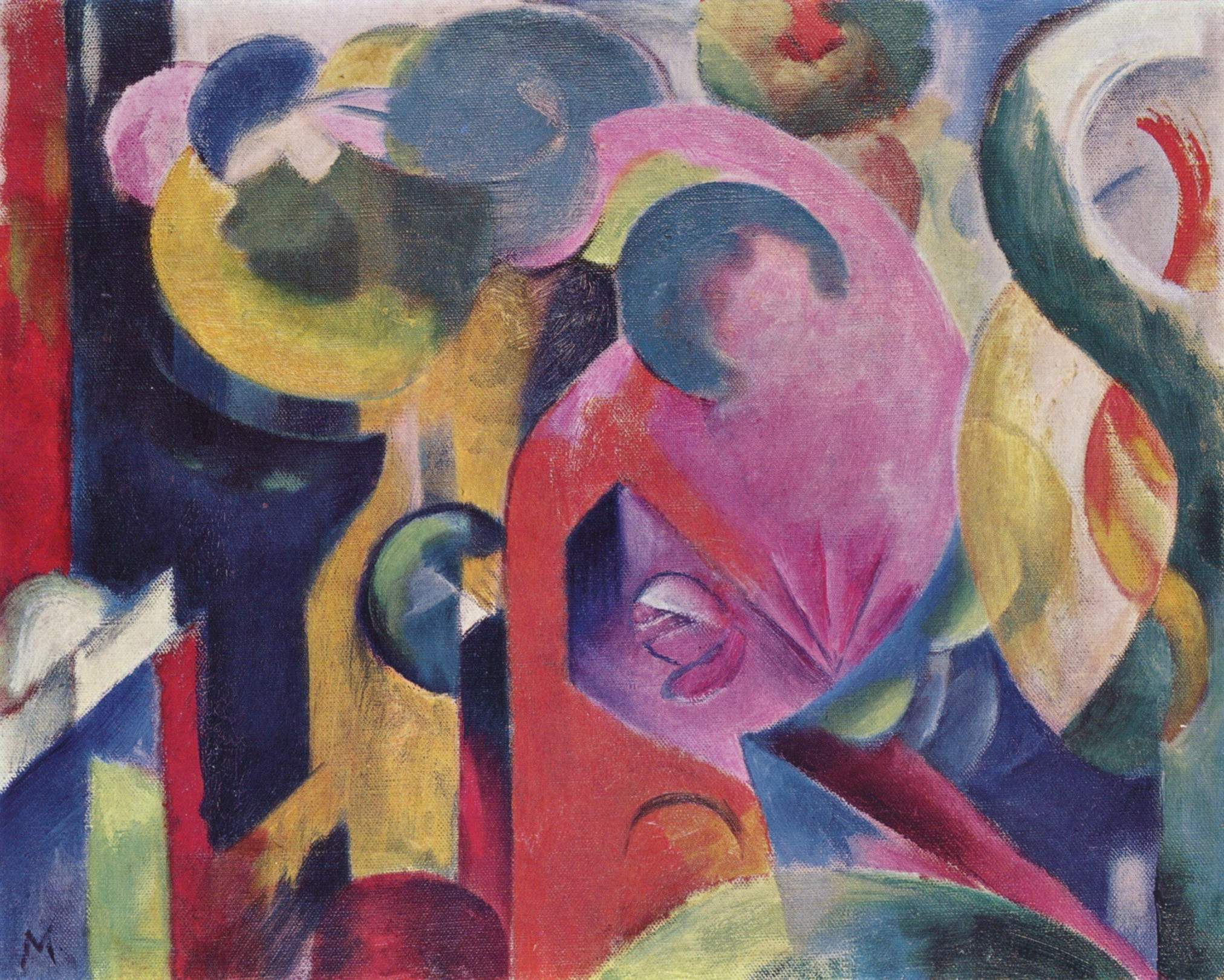
Malá kompozice III, 46,5×58 cm, Karl Ernst Osthaus Museum, Hagen

 Na Nový rok 1911 se v mnichovském ateliéru Marianny von Werefkins poznal s Vasilijem Kandinským, Alexejem von Jawlenským a Gabriele Münterovou. Všichni byli členy Nového sdružení umělců v Mnichově, kam vstoupil i Marc a stal se členem výboru. Ještě v prosinci téhož roku však v důsledku neshod s ostatními členy spolu s Münterovou a Kandinským ze Sdružení vystoupil. Na začátku roku 1912 navštívili Marc spolu s Kandinským Berlín a formálně se stali členy sdružení Nová secese. Slibovali si od toho lepší možnosti vystavování. Na přelomu let 1911 a 1912 se v Thannhauserově mnichovské galerii uskutečnila první výstava uskupení Der Blaue Reiter, která putovala po velkých městech Německa. Skupina byla pojmenována podle jednoho Kandinského obrazu a jejími zakladateli byli Marc s Kandinským. Druhá výstava umělců sdružených v Der Blaue Reiter byla uspořádána v únoru 1912 rovněž v Mnichově, tentokrát v Goltzově galerii. Následně odjel Marc i se svou ženou do Berlína, kde se setkal se členy skupiny Die Brücke. V květnu 1912 vyšel almanach Der Blaue Reiter s teoretickými příspěvky o umění. Kromě členů sdružení přinesl také reprodukce obrazů umělců jako byli Arp, Cézanne, Delaunay, Gauguin, El Greco, Matisse, Picasso a Rousseau. Téhož roku také Marc potkává Roberta Delaunaye, který jeho tvorbu významně ovlivnil svou teorií o barvách i celkovým přístupem k malbě. Na jaře 1913 pobývali Marcovi v jižním Tyrolsku. Marc plánoval vydání Bible, kterou přislíbili ilustrovat Alfred Kubin, Paul Klee, Erich Heckel a Oskar Kokoschka. Z projektu však v důsledku války sešlo.

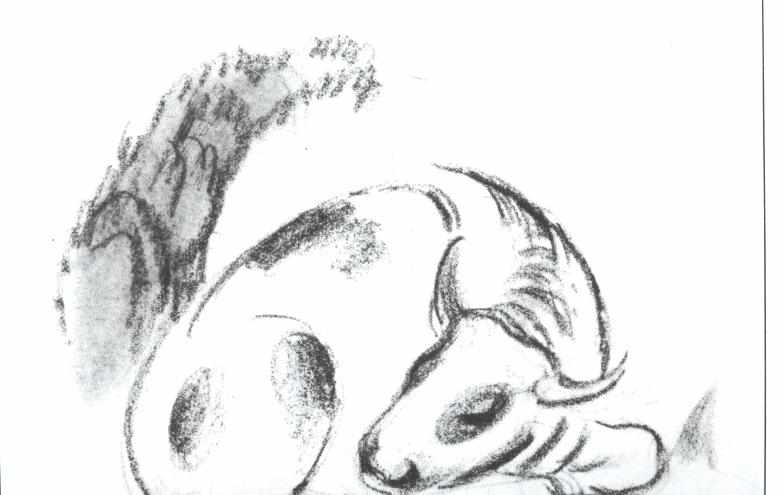
Ležící býk, křída, 11,4×15,8 cm, 1911, Staatliche grafische Sammlung, Mnichov

 Koncem dubna 1914 se Mackovi nastěhovali do vlastního domu v Riedu v podhůří bavorských Alp. Po začátku první světové války Marc dobrovolně narukoval. Do služby nastupoval pln entuziasmu. Z jeho dopisů psaných manželce vyplývá, že válku považoval za způsob, jak se nemocná Evropa duchovně očistí a Německo se stane vůdčí mocností v Evropě. Jak se válka prodlužovala, začal ale Marc ztrácet iluze. Když na frontě nemohl malovat, alespoň kreslil. Dochovalo se několik skicáků s pozoruhodnými kresbami, psal i aforismy a eseje. Konce války se nedožil. Jeho jméno se objevilo na seznamu významných umělců, kteří mají být staženi z fronty. Při průzkumné hlídce během posledního dne, kdy byl nasazen, ho 4. března 1916 v bitvě u Verdunu zasáhly dvě střepiny granátu a zemřel. Pohřben byl druhého dne v zahradě zámku v Gussainville. V roce 1917 nechala manželka převést jeho tělo do Německa a pohřbít v Kochelu am See.
 

## Styl a dílo

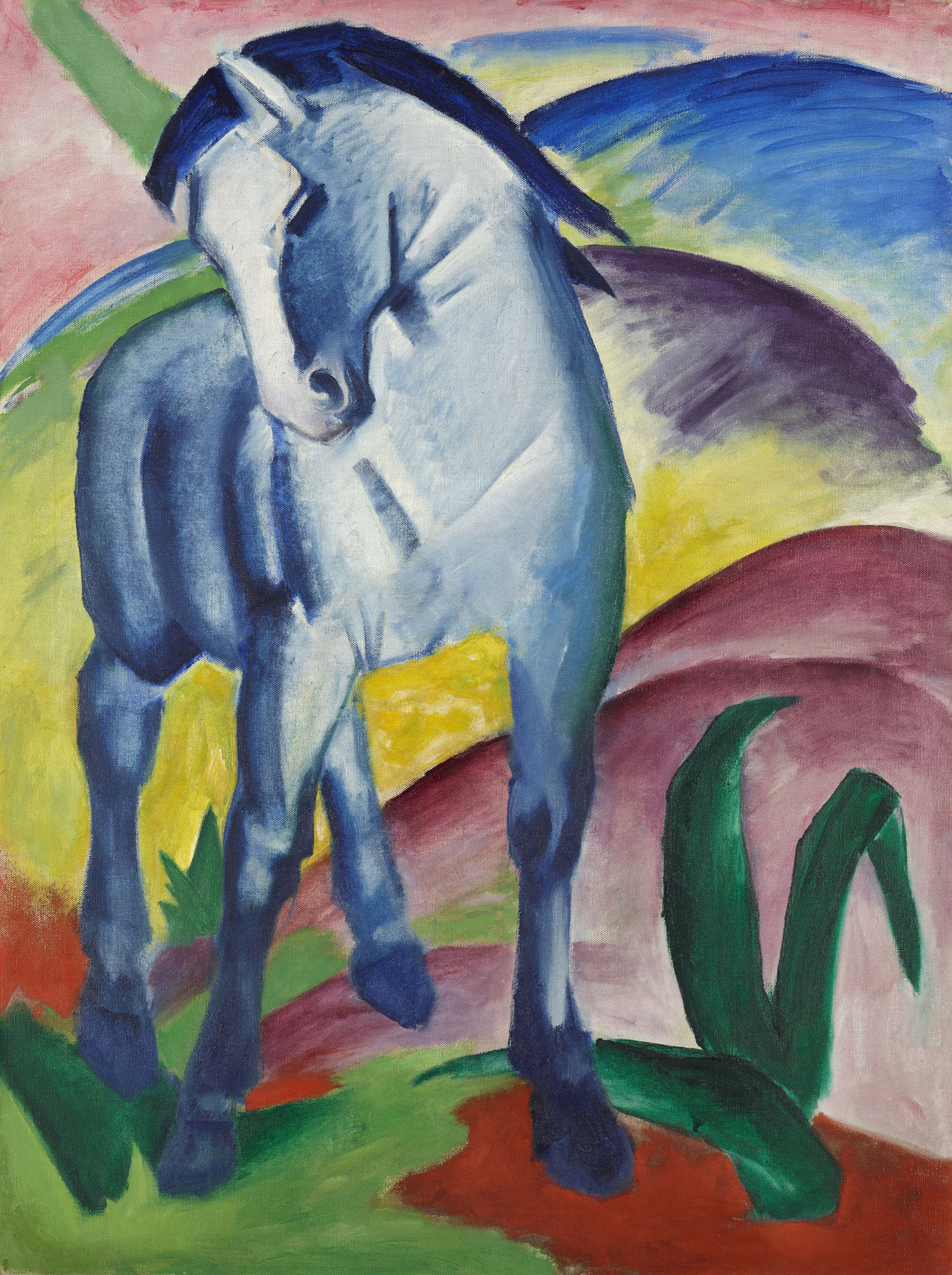
Modrý kůň I, 112,5×84,5cm, 1911, Städtische Galerie im Lenbachhaus, Mnichov

Marc se proslavil hlavně malbami zvířat, zejména srnců a koní. Toto téma ho zaujalo přibližně od roku 1905, po setkání s malířem Niestlém. Před válkou si pořídil dva srnce a choval je ve svém venkovském sídle v Riedu. Při zobrazování zvířat Marcovi nešlo o jejich zoologické zobrazení. Malíř se v obrazech snažil o empatii vůči duši každého jednotlivého zvířete, usiloval o vystižení jeho duchovní podstaty. Nechtěl zobrazit svět zvířat tak, jak ho vidí lidé, nýbrž zevnitř, z hlediska zobrazovaného objektu. Jasné barvy a zdánlivá jednoduchost Marcových obrazů vyjadřují emoce a harmonii přírody. Podle Marca příroda a zvířata jsou harmoničtější a blíže spjaty s vesmírem než lidská společnost. Určitou hudebností svých obrazů se také Marc blíží orfismu Roberta Delaunaye. Marcova tvorba je rovněž ovlivněna mnoha dalšími směry (expresionismem, symbolismem, kubismem, futurismem, impresionismem), které byly v jeho době aktuální. V obrazech z roku 1913 a mladších je patrné jeho směřování k abstrakci, ovlivněné Vasilijem Kandinským. Marc ale nebyl pouze malíř, zabýval se i grafikou. Dochovaly se jeho dřevoryty a litografie. Sám Marc prý mnoho svých obrazů, se kterými nebyl spokojen, zničil. Po jeho smrti v tom pokračovali nacisté. Marcovo jméno se objevuje na listině „zvrhlého umění“ (entartete Kunst). Jeho obrazy jsou zabavovány a některé z nich následně i zničeny. K některým ztrátám došlo i na konci války v roce 1945.

## Galerie

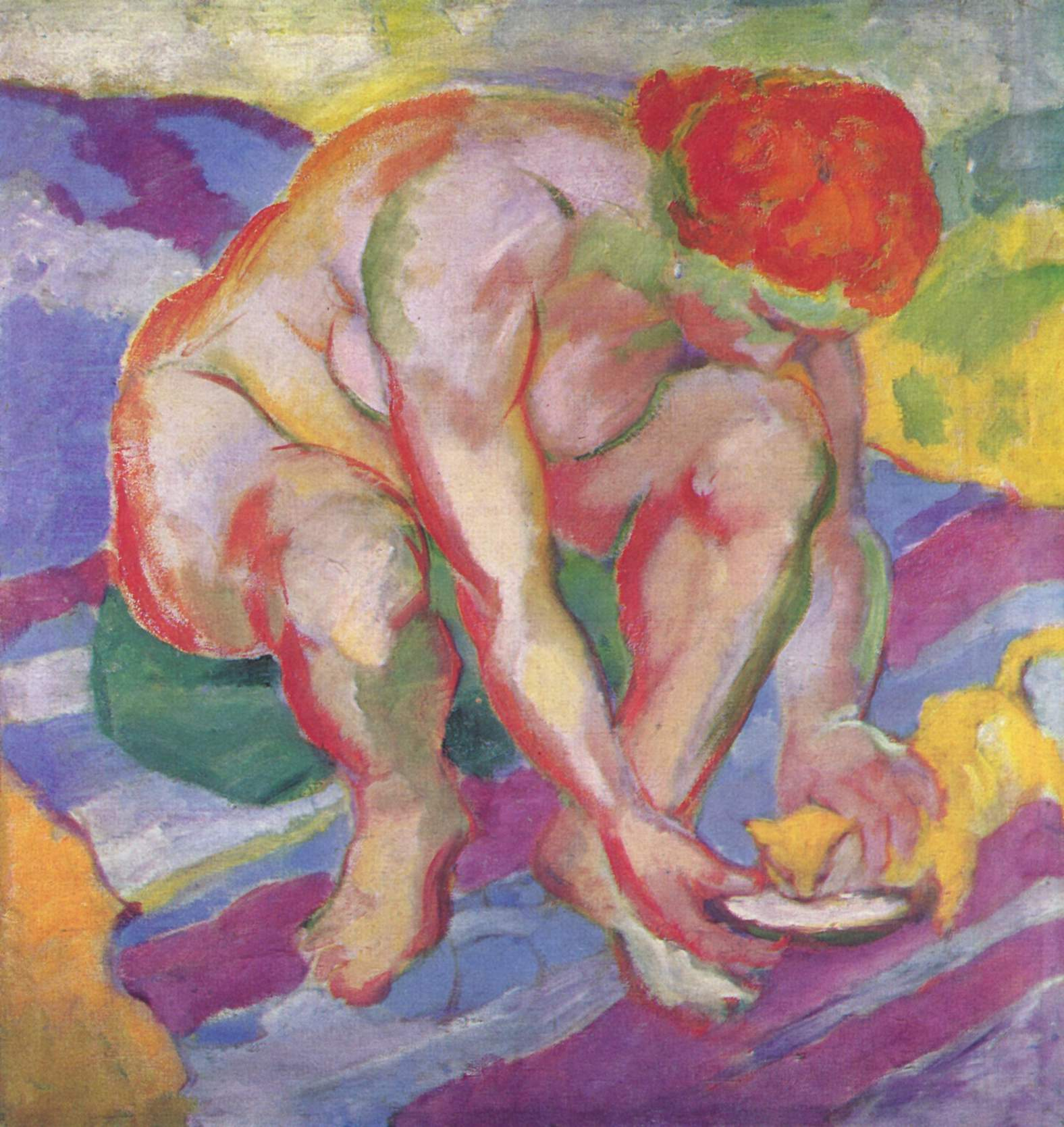
Akt s kočkou, 86,5×80 cm, 1910, Städtische Galerie im Lenbachhaus, Mnichov
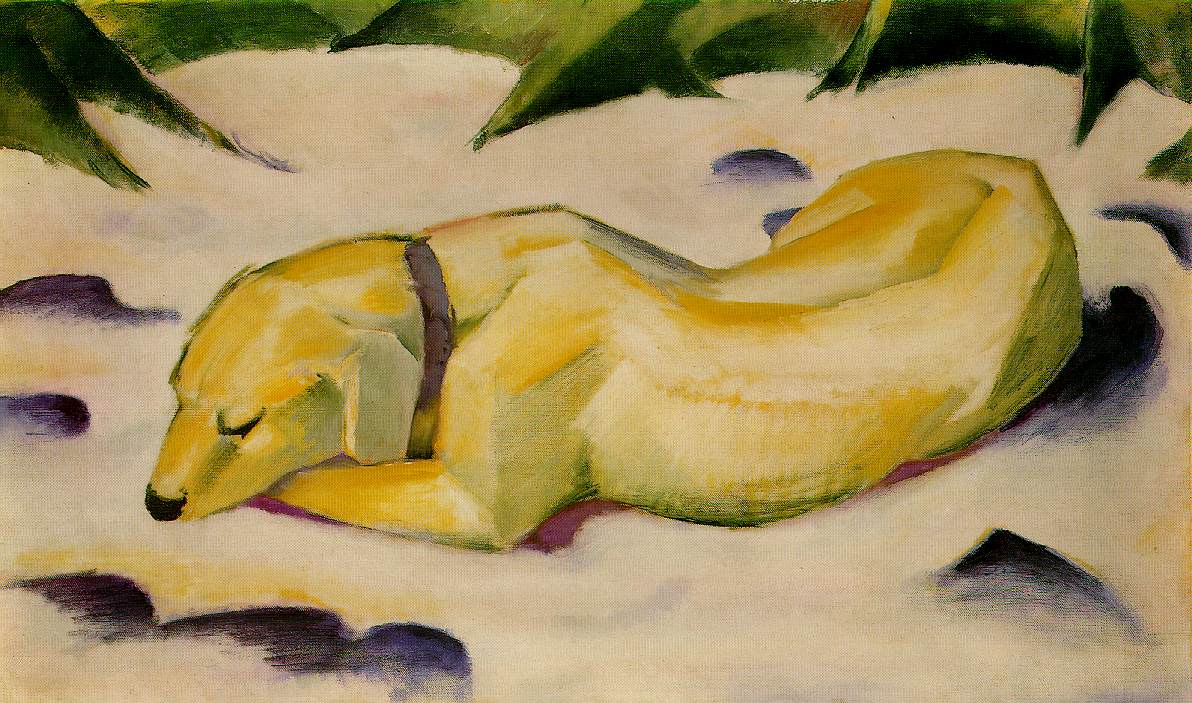
Pes ležící ve sněhu, 62,5×105 cm, 1910-1911, Städelsches Institut, Frankfurt nad Mohanem
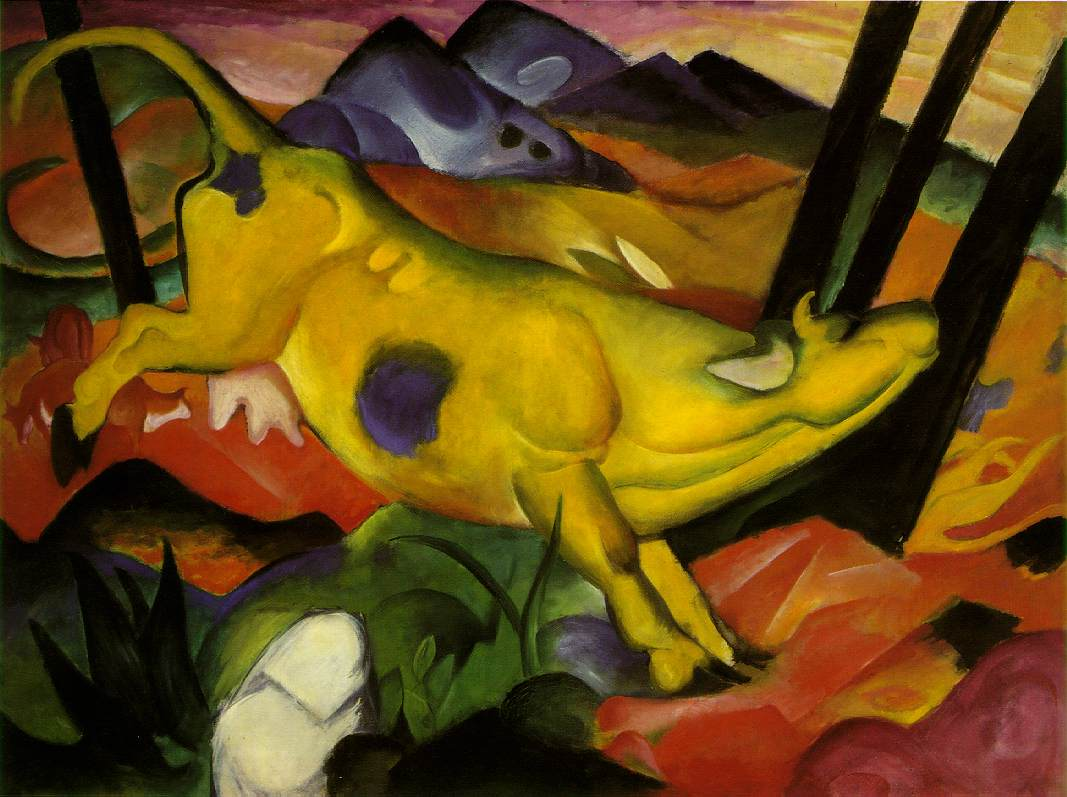
Žlutá kráva, 140×190 cm, 1911, Guggenheimovo muzeum, New York
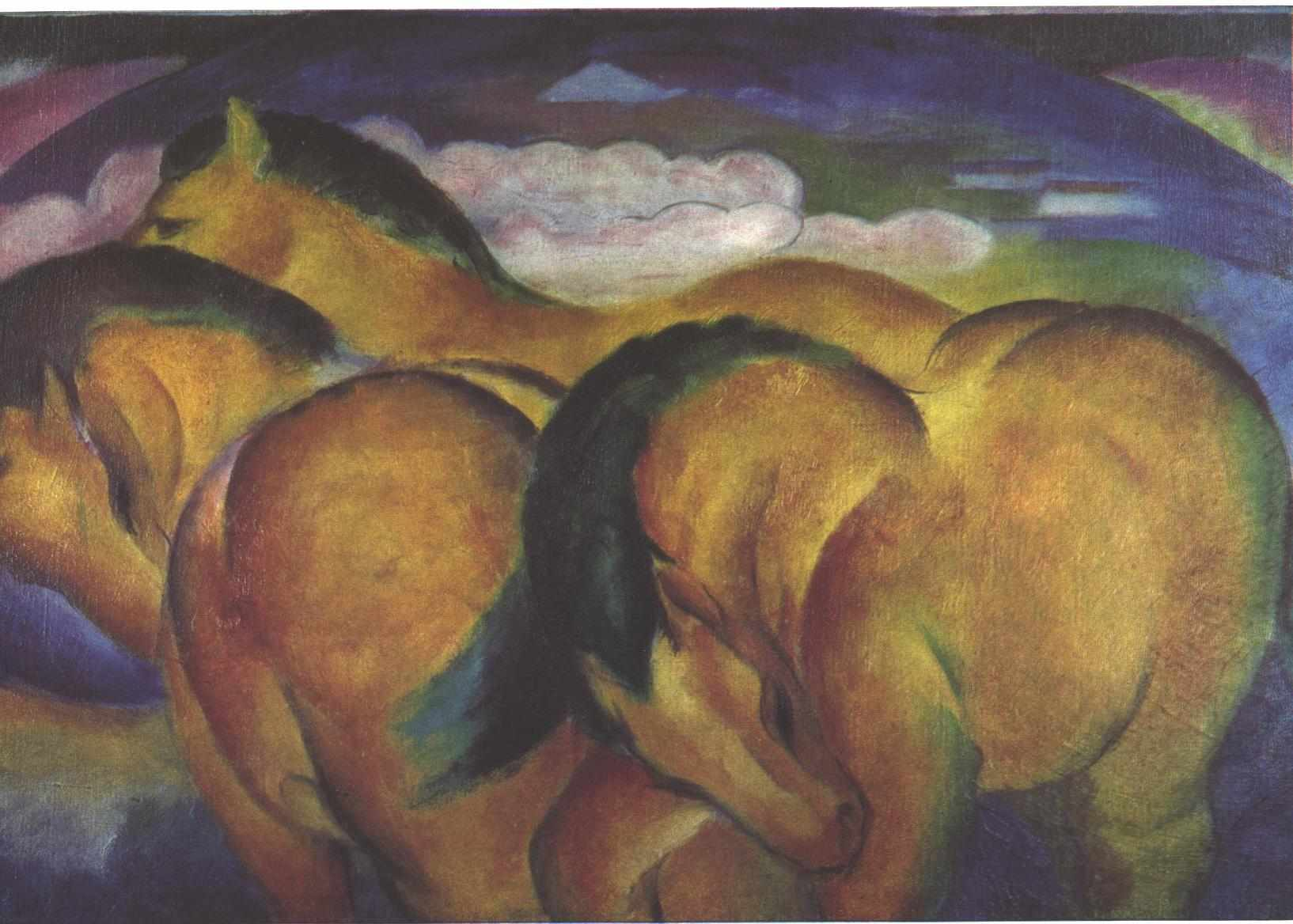
Malí žlutí koně, 66×104,5 cm, 1912, Staatsgalerie, Stuttgart
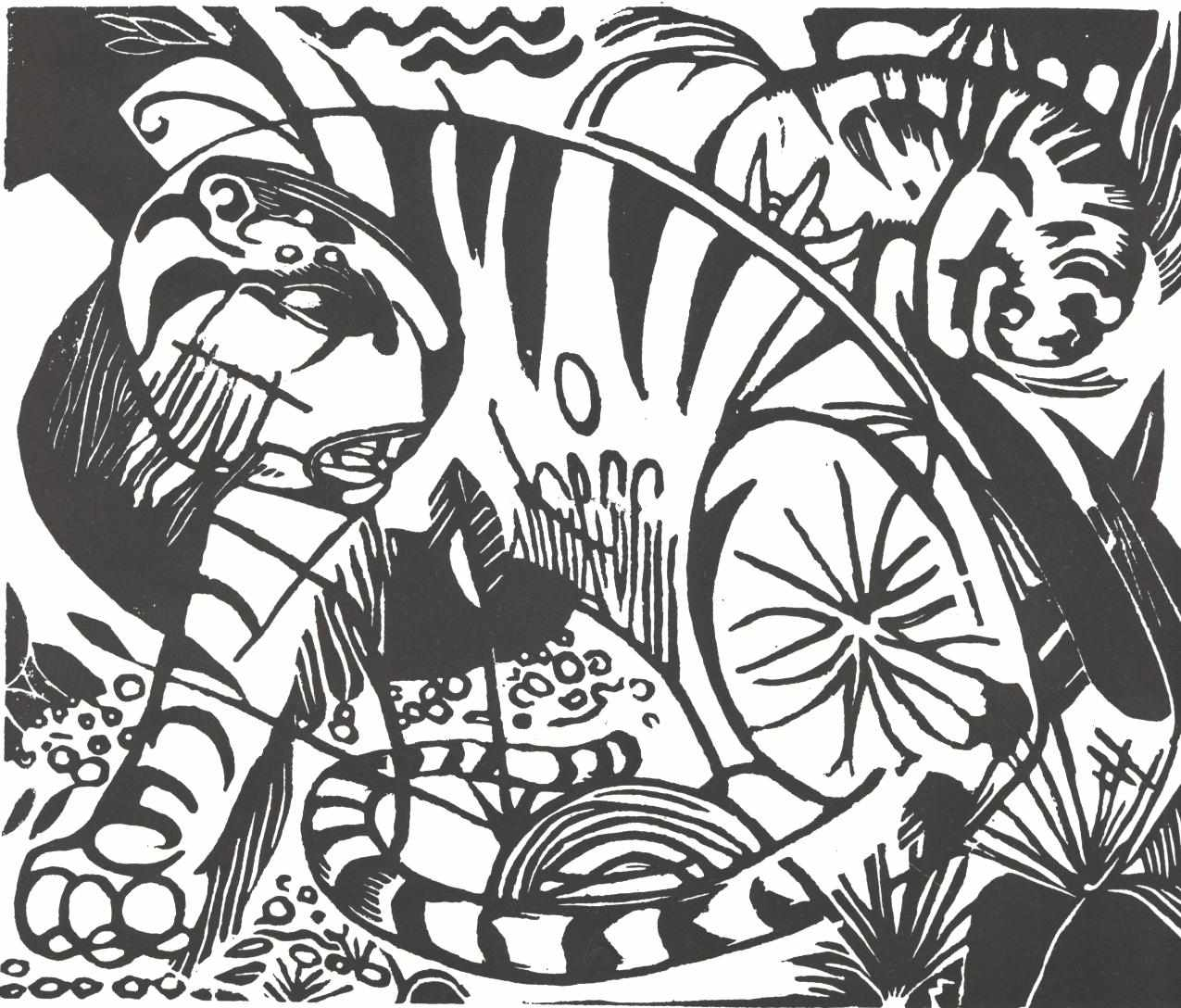
Tygr, dřevoryt, 20×24 cm, 1912
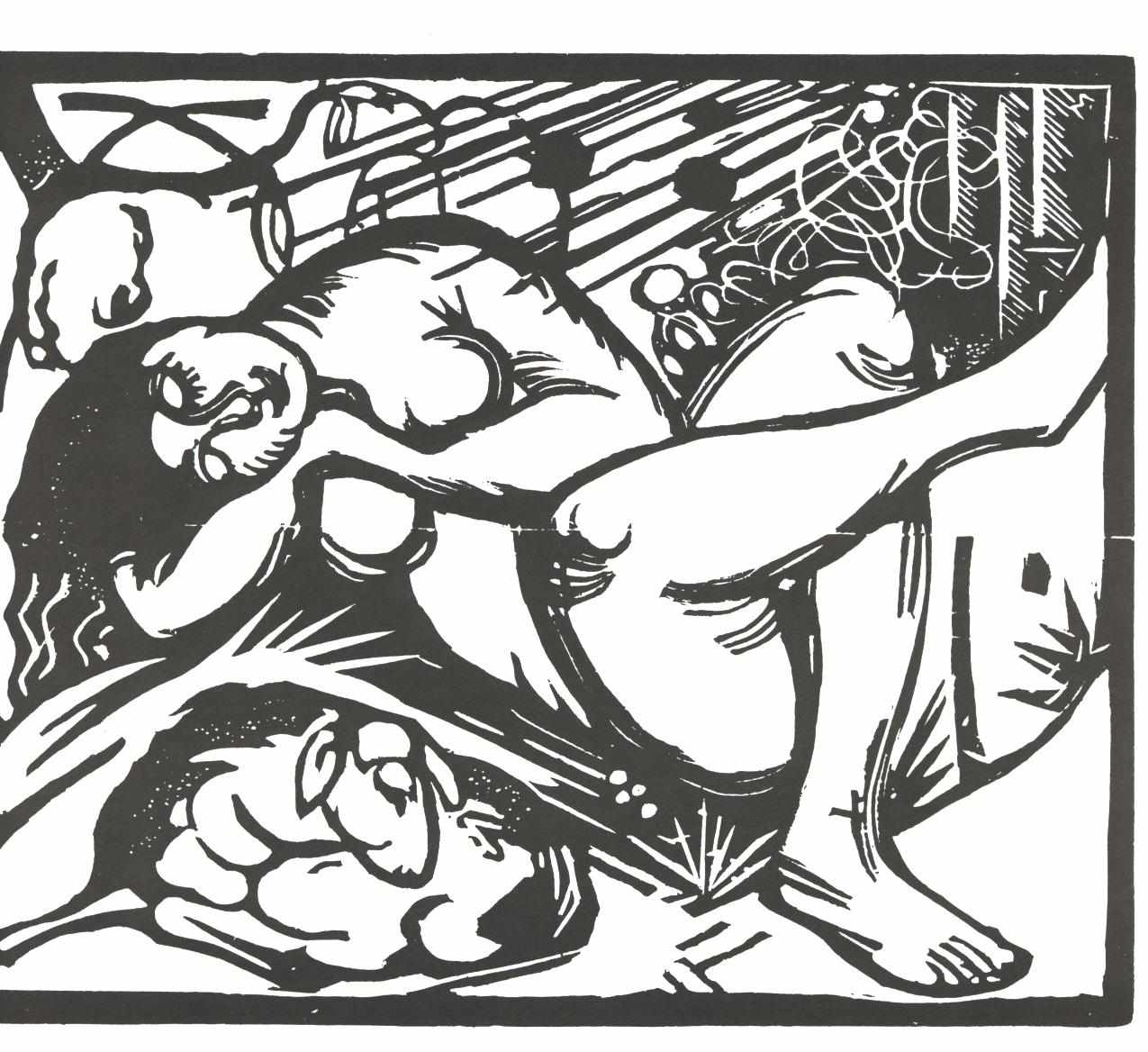
Spící pastýřka, dřevoryt, 19,8×24,1 cm
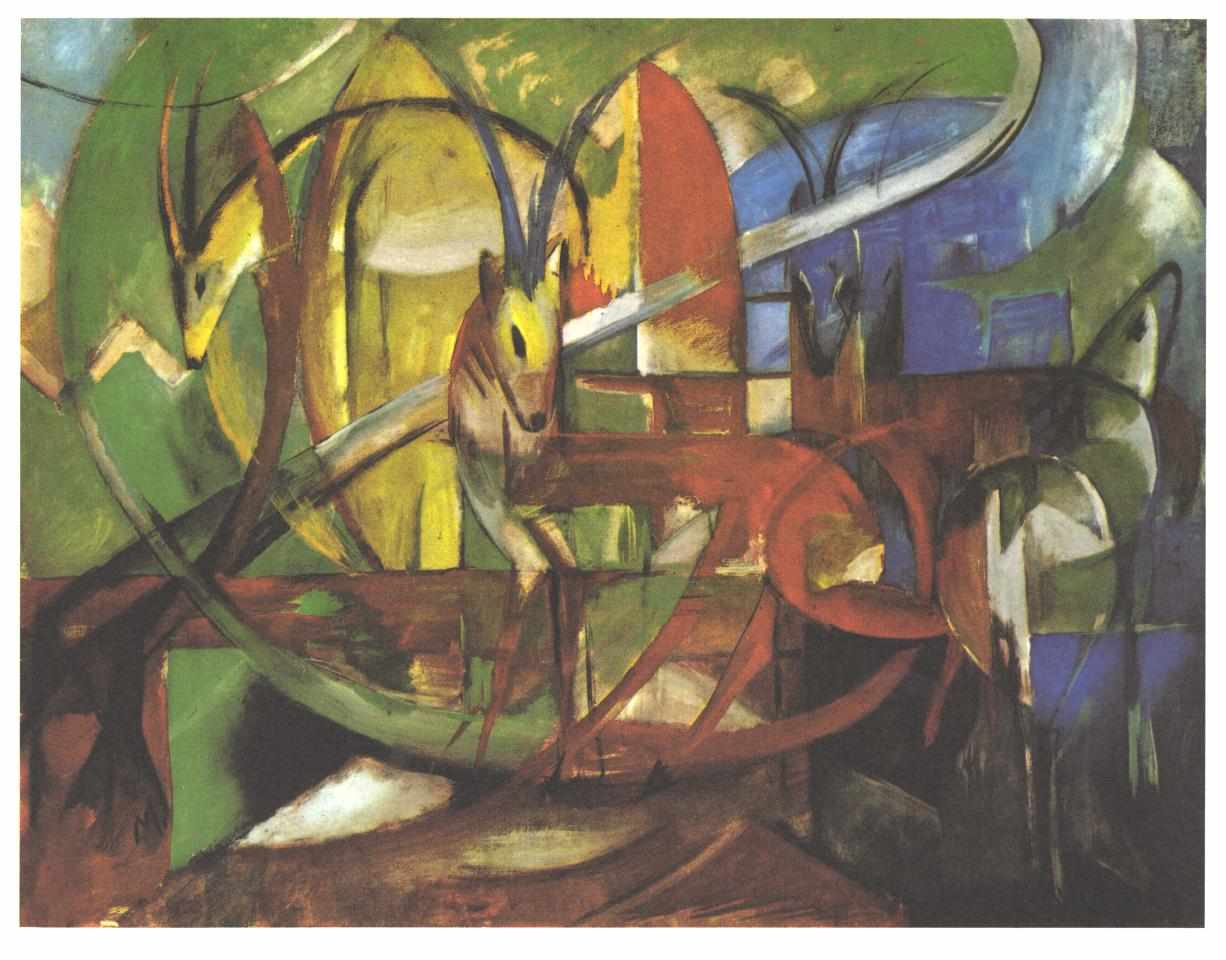
Gazely, 55,5×71 cm, 1913, soukromá sbírka, Krefeld
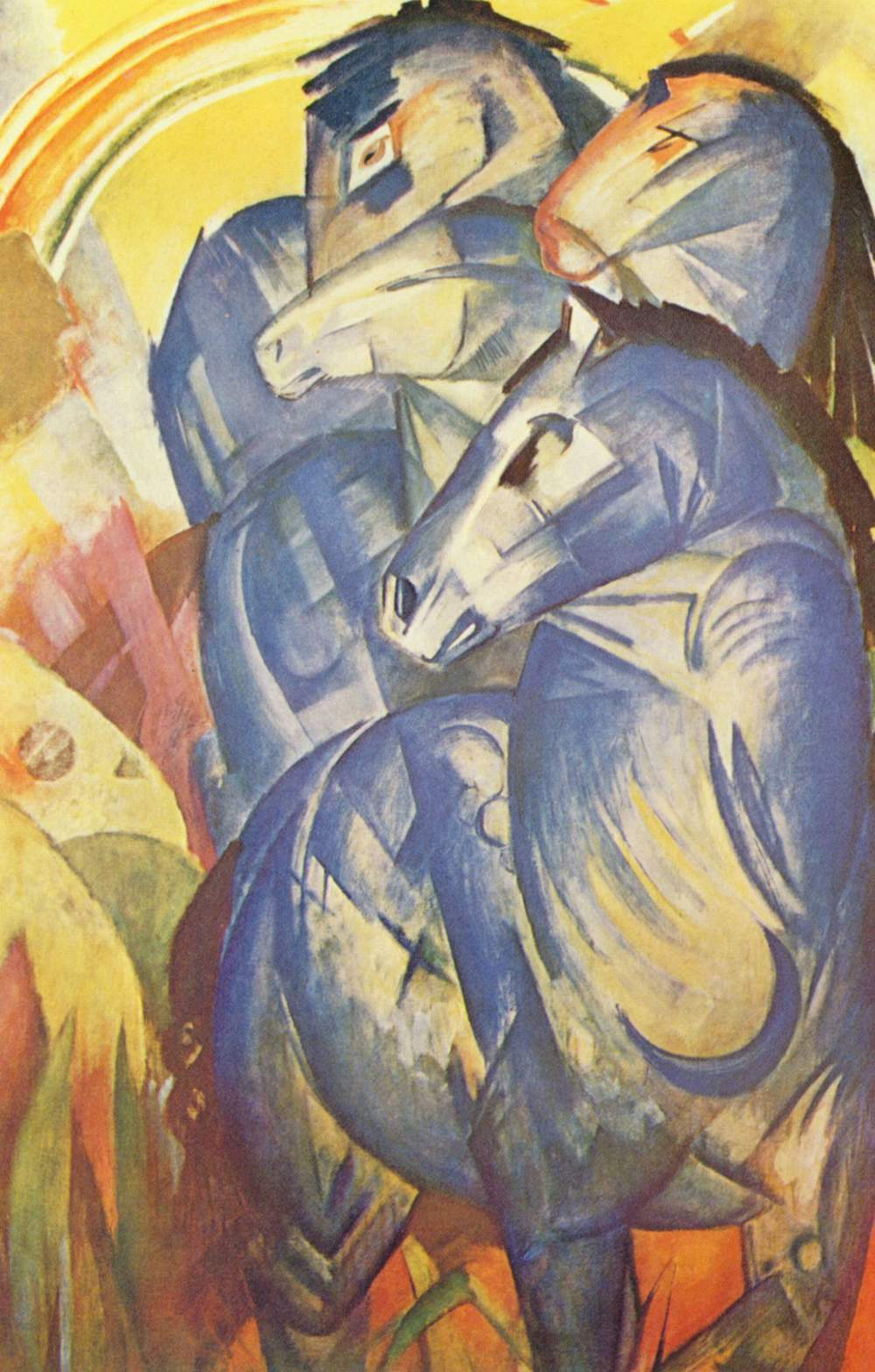
Věž modrých koní, 200×130 cm, 1913 od roku 1945 nezvěstné
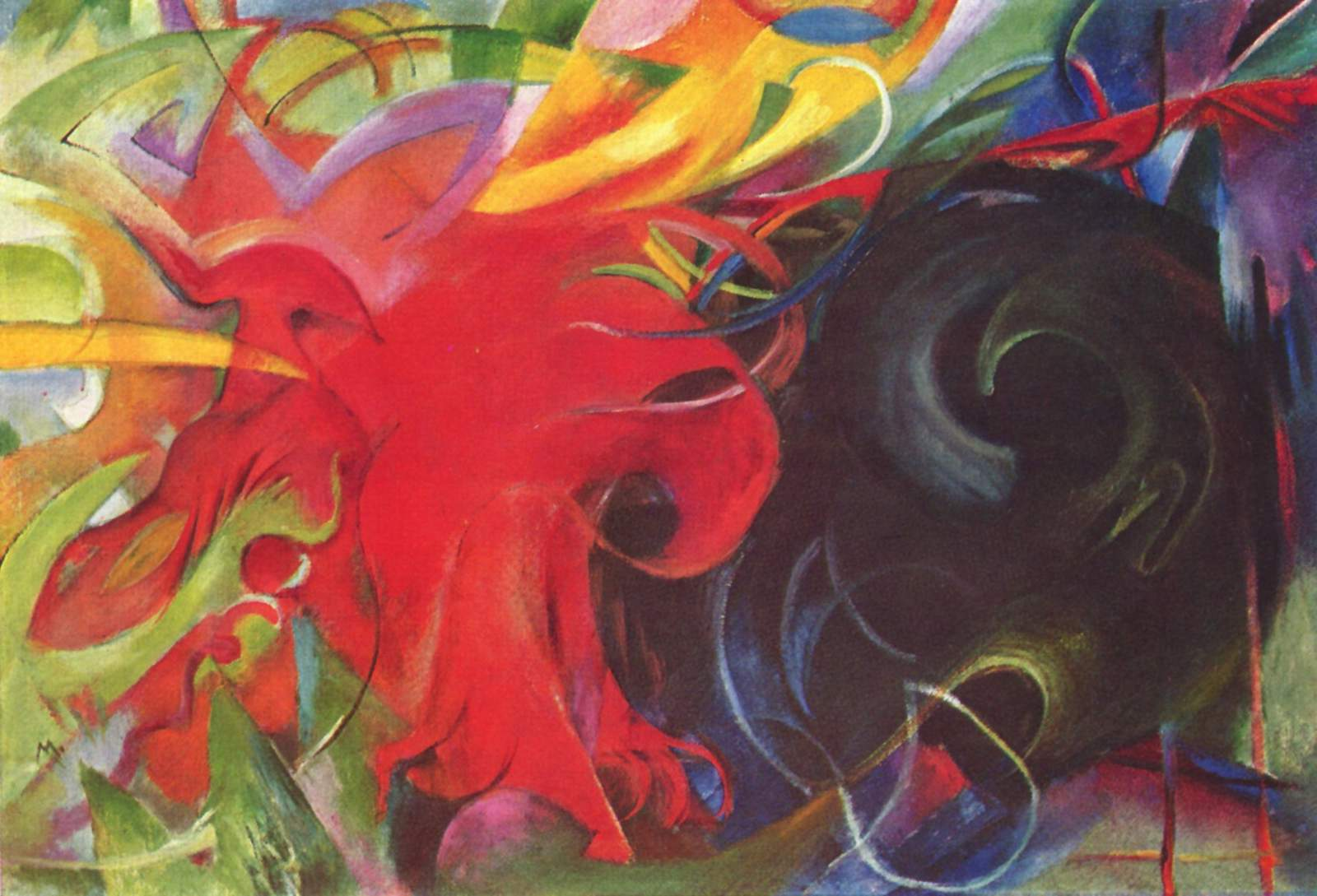
Bojující formy, 91×131 cm, 1914, Staatsgalerie moderner Kunst, Mnichov
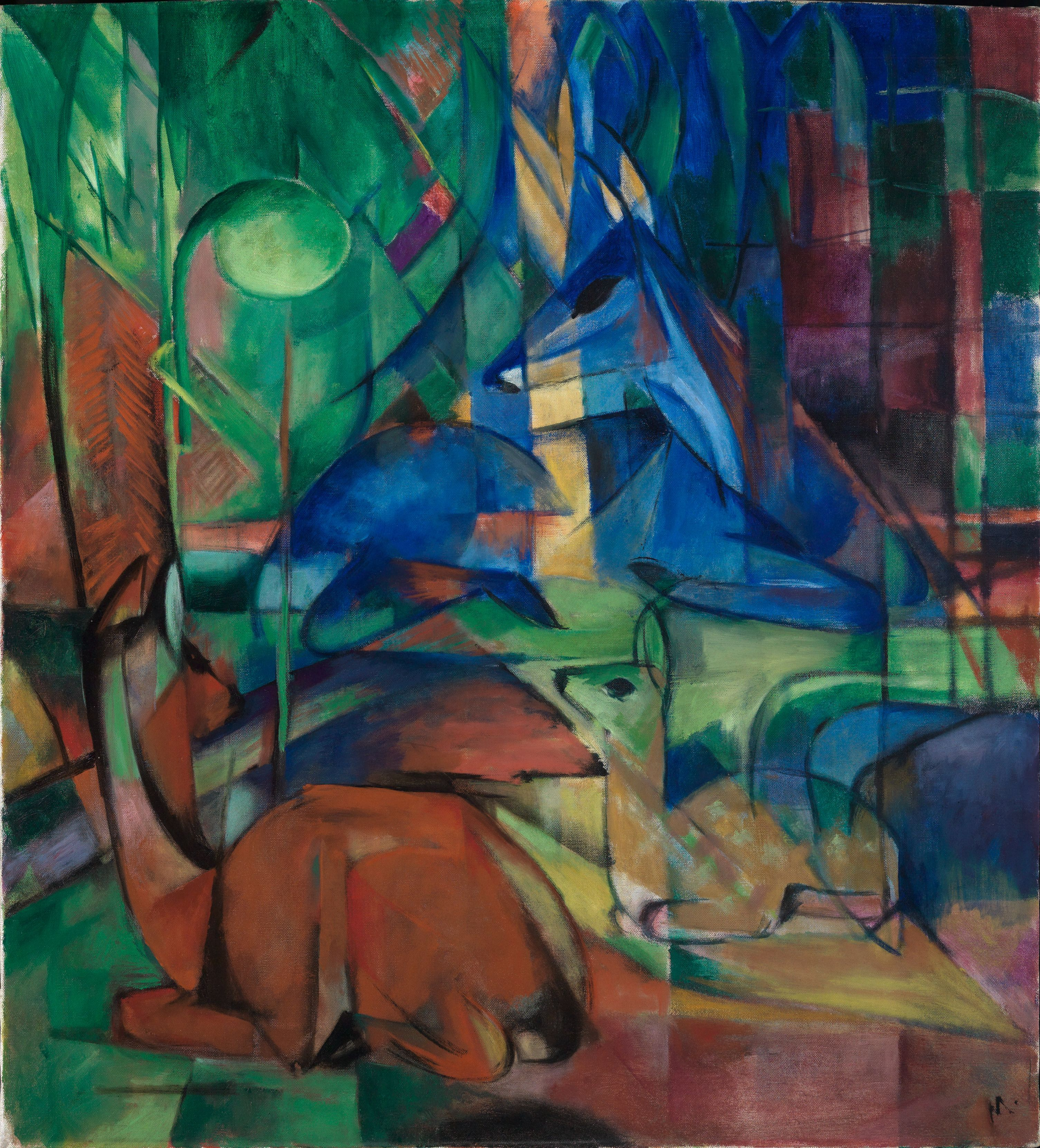
Jelen v lese, 1910, Staatliche Kunsthalle Karlsruhe